# Kiva (Vihula)
Kiva est un village de la commune de Vihula du comté de Viru-Ouest en Estonie.
Au 31 décembre 2011, il compte 15 habitants.